# 高精細度テレビジョン放送

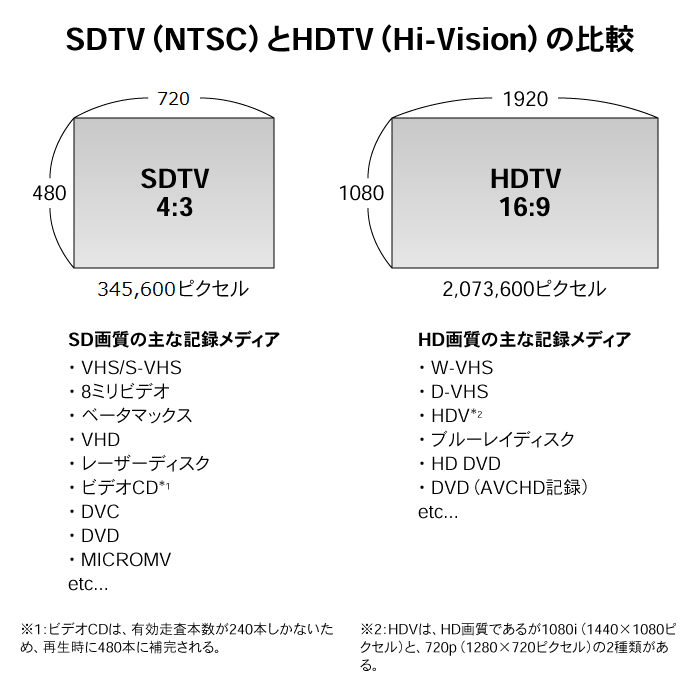
高精細度テレビジョン放送と従来の標準画質映像の違い

高精細度テレビジョン放送（こうせいさいどテレビジョンほうそう、英語: High-definition television; HDTV、ハイ・デフィニション・テレビジョン）とは走査線数を増やし、かつワイドアスペクト比 (16:9)を採用することにより、鮮明な映像を実現したテレビジョン放送である。

## 概要
HDTVは、20世紀半ばに開発された第一世代の標準テレビジョン放送（NTSC、PAL、SECAMなどの方式）の概ね2倍程度の走査線を持つものを呼ぶ。
日本の放送では電波法施行規則（第2条第1項 28の3）において、
1. 走査方式が1本おきであって、ひとつの映像の走査線数が1,125本以上のもの
2. 走査方式が順次であって、ひとつの映像の走査線数が750本以上のもの

を「高精細度テレビジヨン放送」、その他のテレビ放送を「標準テレビジヨン放送」と規定している。
国際電気通信連合（ITU）では、2000年に策定した国際標準規格で、走査線1125本（有効走査線1080本、画面の縦横比（アスペクト比）16:9）のシステムのみを「HDTV」として定義している。
HDTVは、日本・アメリカ合衆国・ヨーロッパが、それぞれ独自に研究・開発されてきた。
1964年より日本のNHK放送技術研究所が、世界に先駆けて「高品位テレビ」として研究を始め、1970年代後半にHDTVのアナログ伝送方式「MUSE」を開発し、「ハイビジョン」という愛称で欧米に先駆けてHDTV放送を開始した。
NHK（日本放送協会）は、自ら開発したMUSE方式をHDTV放送の世界統一規格にすることを目指し、「高品位テレビ」の英語訳として「High Definition Television」という言葉を使って1974年にCCIR（国際電気通信連合の前組織）で提唱し、欧米で精力的な標準化活動を続けた。しかし、NTSCとフレーム数や画質に互換性がなかったため広く普及しなかった。デジタル伝送技術の実用化、政治的その他さまざまな理由から、日米欧はそれぞれ異なる方式でデジタル伝送技術を使ったデジタルHDTV放送を行うことになった。「High Definition Television」という言葉が日本に逆輸入されたときに、「高品位テレビ」でなく英語直訳の「高精細度テレビジョン (HDTV)」という日本語が作られた。
日本では、2000年（平成12年）12月1日よりBSデジタル放送、2003年（平成15年）12月1日より地上デジタルテレビ放送の本放送がそれぞれ開始され、ISDB伝送方式によるデジタルテレビ放送が行われている。
アメリカでも、地上デジタルテレビ放送の規格としてHDTV放送の規格「ATSC」が決定され、関連の政策が整備されたことで、HDTV放送を受信できるテレビ受像機が出回るようになり、またHDTV用の番組制作が行われるようになった。

## SDTV（標準画質映像）との比較
HDTVは、SDTVより最低でも2倍以上の解像度を持つ。したがって、アナログテレビや一般のDVDと比較して、より細密な映像の描写が可能である。また、HDTV放送の技術標準では、レターボックス無しに縦横比が16:9の映像を処理することができるので、映画のような映像を視聴する場合には、解像度をより効率的に調整することができる。

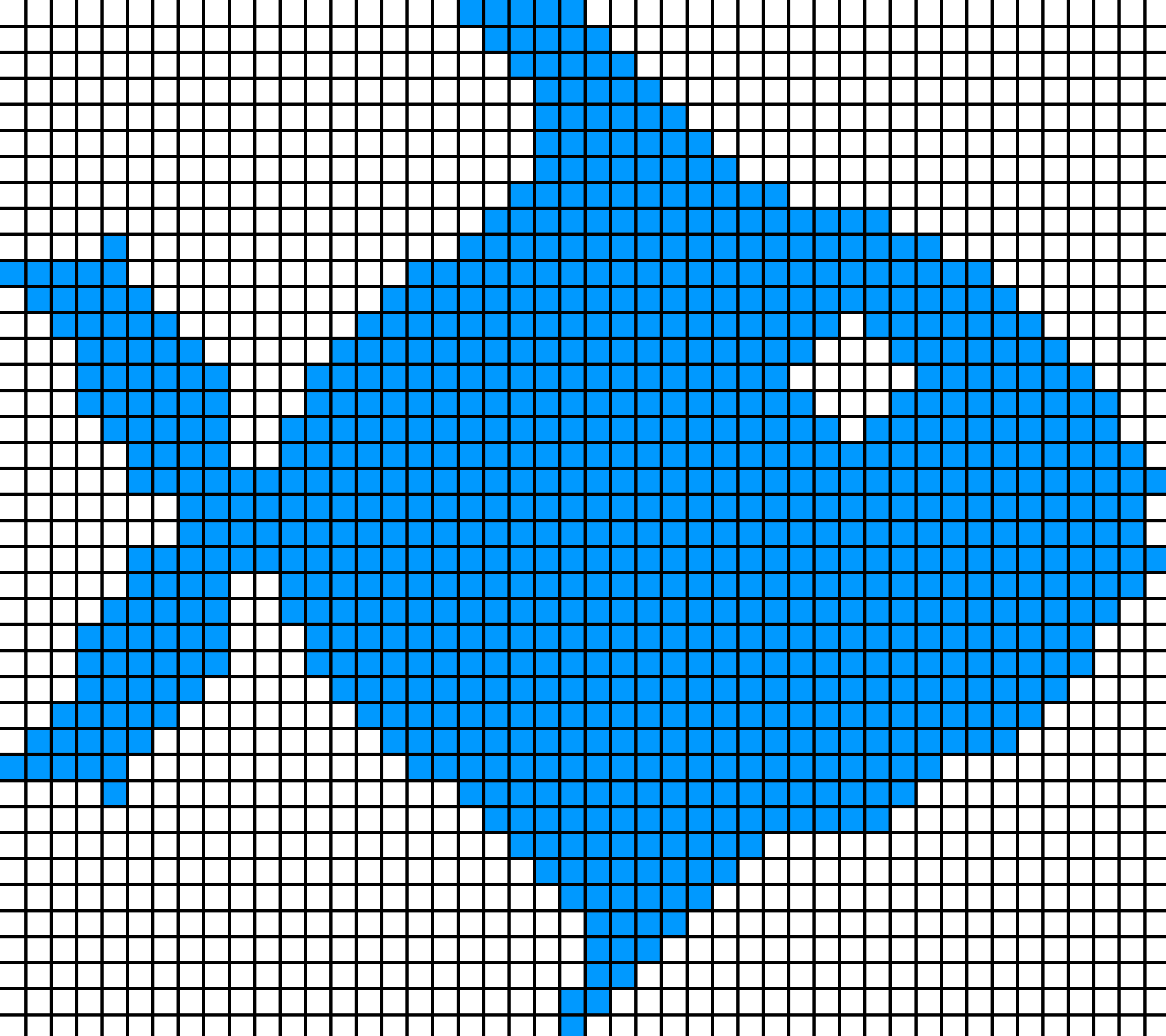
SDTVより4倍高いHDTVの解像度
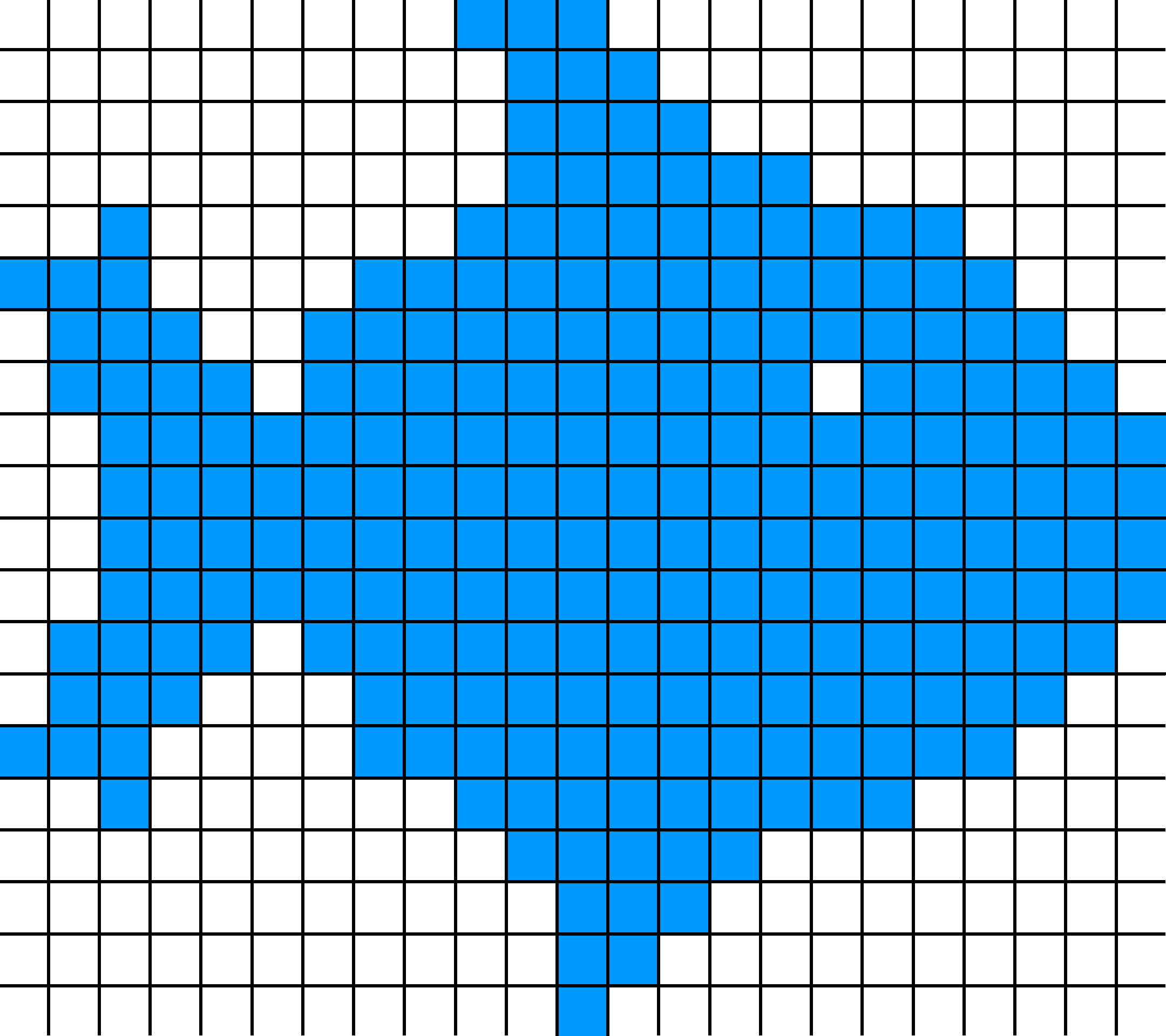
SDTVの解像度

## 表記方式
HDTVを言う時に放送信号の形式は次のような値を利用して表記する。
- 画面領域の有効ライン数
- フレームレート：フレーム数/秒 (frame/sec,fps) あるいはフィールド数/秒 (field/sec)
- 順次走査方式 (progressive scan) あるいは飛び越し走査方式 (interlace scan)

例えば、720/60pという形式は1280×720ラインの有効画素が順次走査 (progressive scan) 方式の60fpsで伝送されるベースバンド信号を示す。1080/50iという形式は1920×1080ラインの有効画素が飛び越し走査 (interlace scan) 方式の50field/sec (=25fps) で伝送されるベースバンド信号を指す。
フレームレートは有効ライン数とは独立にサフィックスで明記される。例えば60pはprogressive方式の60fpsを意味し、60iはinterlace方式の60field/sec(=30fps) を意味する。サフィックスのフレームレートが省略されている場合は、当該地域の標準テレビシステムによって50あるいは60と想定される。例えば、“1080p”とのみ表記されている場合は、一般に1080/60p、1080/50pを指す（映画ソース等では、1080/24pのベースバンド信号も存在する）。

### 解像度
標準解像度（従来の解像度）との比較を以下に示す。

（1ピクセルを正方形で同一サイズと仮定した場合の画面サイズ比較イメージ図。詳しくは脚注参照）

- 注1 : この図のNTSCとPALの画素数表記は間違っており(画素が正方形のパソコン用モニタや携帯電話などで表示する場合の目安である)、NTSCスタジオ規格の有効画素数は720×483（VGAの正方画素とは異なり、縦長の非正方画素である）、PALは720×576（横長の非正方画素）である。
- 注2 : この図はインタレース（飛び越し走査）方式による効果を無視しており、2:1インタレース方式の垂直解像度はプログレッシブ（順次走査）方式の約70%とされている。

## デジタル伝送方式
アメリカでは従来の標準テレビジョン（SDTV）放送向けのデジタル伝送方式としてMPEG-2、HDTV向けにMPEG-3が策定される予定であったが、MPEG-2とMPEG-3の基本技術が同じであったため、最終的にはMPEG-2がMPEG-3を吸収・統合することが決定し、MPEG-3規格は欠番となっている。現在では、HDTVを含めた映像のデジタル伝送方式として、MPEG-2が幅広く利用されている。
MPEG-2では最大4:2:2YUVサンプリング (chroma subsampling) と10ビット量子化をサポートしているが、一般的にHDTV放送では帯域幅を減らすために4:2:0方式と8ビット量子化を利用する。韓国のDMBとドイツのDVB-S2ではH.264 (MPEG-4 AVC) を利用している。今後、あらゆるヨーロッパのHDTV放送でもH.264を使う予定で、アイルランドなどまだデジタル放送が始まらない所では、HDTV放送は勿論のことSDTVデジタル放送でもH.264の利用が検討されている。
日本では、2008年10月からスカパー!でのHDTV放送用（スカパー!プレミアムサービス《旧スカパー!HD》）として、2009年12月から国際放送・NHKワールドTVのHDTV放送用として、それぞれH.264を利用している(つまりISDBとの互換性を完全に断っている)。
HDTVは、5.1chサラウンドサウンドをサポートするAAC（エーエーシー、Advanced Audio Coding）とドルビーデジタル (AC-3) 形式のサウンドを使うので、劇場（映画館）水準のオーディオを鑑賞することができるがハイレゾ音源ではない。
HD信号のピクセルアスペクト比は1.0である（ピクセルの幅と高さとが等しい。スクエアピクセルと呼ばれる）。新しいHD圧縮/録画方式ではもっと効率的な圧縮のために、長方形のピクセルを利用することもある（例えば、日本の地上デジタルテレビ放送では、水平画素数1440ドットの各ピクセルが横長の長方形の形式で送信されることが多く、この長方形のピクセルを正確に再現できない受信機は1920ドットの正方画素に変換する処理を行う）。
テレビ放送局や地域内の分配を引き受けている業者、あるいはプロダクション業者ではベースバンド（非圧縮）HDTV信号を送るため、HD-SDI (SMPTE-292M : YPbPr/4:2:2/10bit/1.485Gbps) を使用する。
ベースバンドHDTV信号は、空中波やケーブルで送るには非常に広い帯域幅を占めるので、公衆放送では圧縮された映像信号を送信し、テレビ受信機でこれをデコードする。また民生用テレビ受像機ではHDMIインターフェースを経由することにより、BDプレーヤー等から出力される暗号化されたベースバンドHDTV信号を受像することができる。

## HDTV ベースバンド規格
System-M/NTSC互換のためのフレームレートである29.97フレーム/秒 (30×1000/1001)、59.94 フレーム/秒(60×1000/1001) はそれぞれ30、60と丸めて表現される場合が多い。
1080iおよび1080pはフルハイビジョン、フルHD (FHD)、2Kとも呼ばれる。

### 1080i
- アスペクト比 : 16:9
- 走査方式 : 2:1インターレース（飛越走査）
- 有効走査線数 : 1080本（総走査線数 : 1125本）
- フレームレート : 29.97フレーム/秒、（59.94フィールド/秒）
- 有効画素数 : 1920×1080 もしくは 1440×1080/フレーム

### 720p
- アスペクト比 : 16:9
- 走査方式 : プログレッシブ(en:Progressive scan)（順次走査）
- 有効走査線数 : 720本（総走査線数 : 750本）
- フレームレート : 59.94フレーム/秒
- 有効画素数 : 1280×720/フレーム

### 1080p
- アスペクト比 : 16:9
- 走査方式 : プログレッシブ（順次走査）
- 有効走査線数 : 1080本（総走査線数 : 1125本）
- フレームレート : 59.94フレーム/秒
- 有効画素数 : 1920×1080 もしくは 1440×1080/フレーム

## 放送形式と映像形式の変換
放送のための最適の形式は、映像を記録する保存メディアと該当の映像の特性とによって変わる。解像度とフレームレートは映像形式に依存する。つまり、非常に高い解像度の映像を損失なしに（できるだけ綺麗に）送るためには、より高い帯域幅が必要になる。現在、すべてのデジタルHDTV放送と多くの保存システムでは、損失のある圧縮方式が使われるので、原本映像と比較して若干の映像劣化が見られる。
劇場用フィルムは一般的に高い解像度を持っており、秒当たり24フレームを記録する。この映像を送信するための最適な形式は、720/24pや1080/24pとなる。この映像をPAL方式のテレビで視聴するためには、秒当たり25フレームに変換されなければならない。また、NTSC方式の場合には3:2プルダウンと言われる技術が使われる。これは一つのフィルムフレームは3フィールドに割り当てられ（1/20秒）、その次のフレームは2フィールドに割り当てられる（1/30秒）形式で、これを繰り返せば2フレームが1/12秒間で送信される。
HDTV以前のベータカムSPのような媒体に記録された映像の場合には、483/60iまたは576/50iの形式になっている。これらはより高い解像度である720iに変換することができるが、一般的な形式である720pへの変換では飛び越し走査方式を順次走査方式の映像に変換する過程で映像の劣化が起きることがあり、インターレース解除という過程が必要になる。
映画ではないHDTV映像は、720pや1080i形式として記録される。放送形式は放送会社で決めるが、形式を決めるには多くの要素が影響を与える。一般的に720pは順次走査方式であり、早い動きが多い映像に適当であるが、1080iは飛び越し走査方式であり、早い動きを表現すると画質が落ちることがある。また720pはHD映像をインターネットを通じて配布する時によく使われる。一般にコンピューターは順次走査方式を使っており、飛び越し走査方式の映像の表示は不得手である。720p映像は、1080iや1080p映像に比べて少ない容量と復号演算しか必要とせず、一般的な1280×1024解像度のLCDでスケーリングせずに表示可能である。